# わかさ (列車)
わかさは、日本国有鉄道（国鉄）のち西日本旅客鉄道（JR西日本）が東舞鶴駅 - 敦賀駅間を小浜線経由で運行していた急行列車である。
なお本項では、その周辺群の臨時列車および、小浜線経由で運転されていた優等列車の沿革についても記述する。

## 概要
若狭と福井市・金沢市など北陸地方を結ぶ準急列車として1961年に小浜線初の優等列車として運転を開始し、その後1966年に急行列車に格上げされた。1972年には山陰本線への乗り入れを果たしたが、山陰本線電化開業に伴い小浜線内だけを運行する急行となり、舞鶴線が電化されたことにより廃止された。

### 列車名の由来
福井県西部の旧国名である若狭国および、小浜線が沿っている若狭湾から採られている。

## 運行概況
西舞鶴駅 - 金沢駅間で1往復が運転されていたが、敦賀駅 - 金沢駅間は名古屋駅 - 金沢駅 - 高山駅 - 名古屋駅間を循環する準急と併結運転されていた。
1963年に2往復に増発された代わりに福井駅 - 金沢駅間の運転が取りやめられて東舞鶴駅 - 福井駅間の運転に変更され、1964年に金沢駅 - 出雲市駅間で急行「あさしお」が運転開始されたことにより1往復に戻されたが、1970年10月には東舞鶴駅 - 敦賀駅間で1往復が増発された。1972年3月から下り列車が、同年10月からは上り列車のみであるが、東舞鶴駅 - 京都駅間で急行「丹後」と併結されることにより山陰本線経由で京都駅まで乗り入れるようになった。
1986年11月からは福井駅発着の1往復の運転を取り止め、1996年3月に山陰本線園部駅 - 綾部駅間などの電化が完成したことにより京都駅発着の急行が廃止されたものの、東舞鶴駅 - 敦賀駅間の1往復が存続されるようになったが、舞鶴線が1999年10月に電化されたことにより、京都駅 - 東舞鶴駅間で特急「まいづる」が電車で運転されるようになると、「わかさ」は廃止された。これ以降、小浜線を運行する定期優等列車は設定されていない。

### 使用車両
- キハ20系
- キハ55系
- キハ58系

## 臨時列車
1997年度の夏には、臨時列車として急行「マリンわかさ」が2往復、急行「マリンたかはま」が1.5往復運転されていた。「マリンわかさ」は大阪駅 - 若狭高浜駅間を湖西線経由で、キハ65系気動車により運転されていた。「マリンたかはま」は新大阪駅 - 若狭高浜駅間を福知山線経由で、新大阪駅 - 福知山駅間は「エーデル北近畿」または「エーデル鳥取」と併結していた。また、同年度の冬には急行「味めぐりわかさ」が新大阪駅 - 若狭高浜駅間で運転されていた。

### 「まいづる」延長運転
小浜線が電化された2003年より、「まいづる」のうち1往復が多客期に小浜駅まで延長運転していたが、2008年以降は行われていない。
延長区間の東舞鶴駅 - 小浜駅間では、若狭高浜駅・若狭本郷駅に停車していた。

## 小浜線経由優等列車概略

### あさしお
観光資源の多い北陸地方と山陰地方を結ぶ急行列車として1964年12月に金沢駅 - 出雲市駅間で1往復が運転を開始した。米子駅 → 出雲市駅間は、準急「皆生」と併結運転が行われた関係上、同区間は準急列車として運転された。運転時間や編成が短く乗車率は高かったが、「大社」が運転開始したことにより1968年に統合されて廃止された。
列車名の由来は、「朝に満ちてくる潮」である。

### 大社・エメラルド

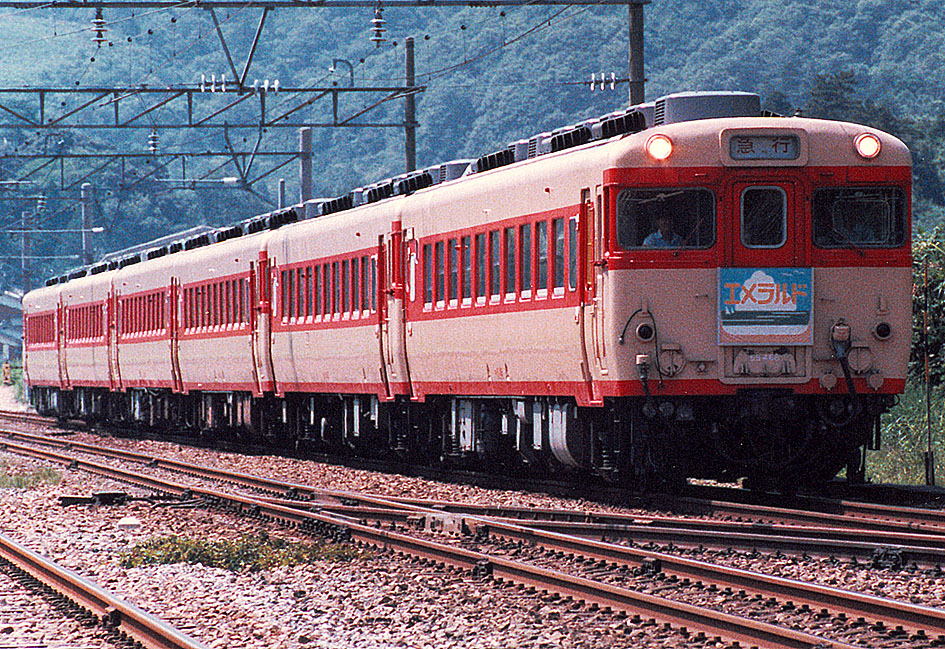
急行「エメラルド」
（1985年 新疋田駅）

「大社」は1966年10月に急行列車として中京圏と山陰地方を結ぶ新たな需要を開発するために名古屋駅 - 出雲市駅・大社駅間で運転を開始した（出雲市駅 → 大社駅間は普通列車）。敦賀駅 - 出雲市駅間は「あさしお」と併結運転が行われた。1968年に「あさしお」を統合して、運転区間は名古屋駅・金沢駅 - 出雲市駅 - 大社駅間に変更された。
夏の海水浴シーズンは名古屋駅発着編成の混雑が激しく、救済列車として臨時急行「エメラルド」も名古屋駅 - 東舞鶴駅間を中心に運転されるなどして、都市間連絡列車として高い乗車率を維持していたが、1978年から運転区間が短縮されるなど削減される動きがあり、結果的に1982年に廃止されるが、「エメラルド」はその後も1995年まで海水浴シーズンに運転された。

### はしだて

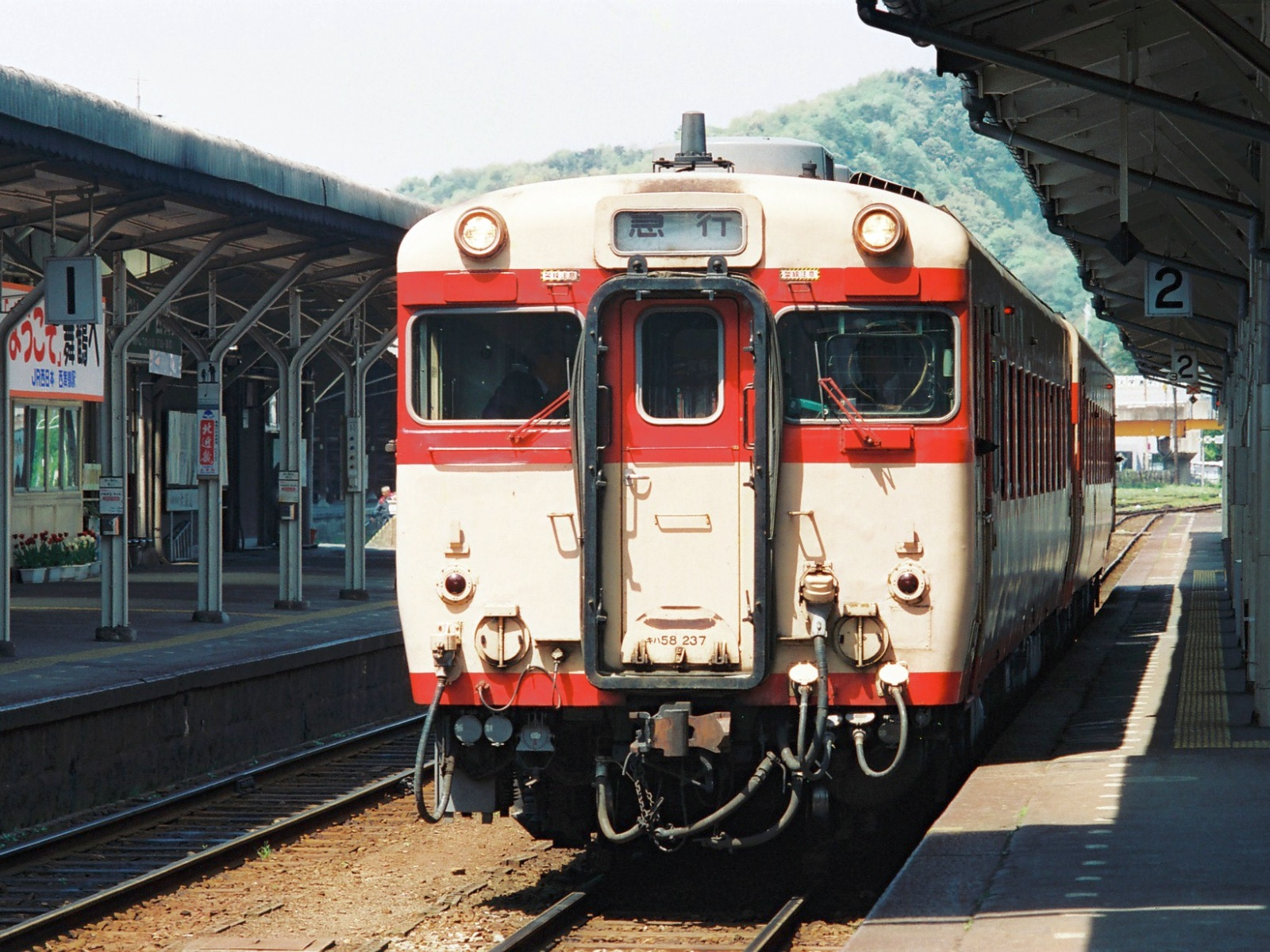
急行「はしだて」
（1988年 西舞鶴駅）

1982年に廃止された「大社」のうち、天橋立駅 - 福井駅間が「はしだて」として運転が開始されたが、1986年に下り列車は天橋立駅 → 敦賀駅間の運転に縮小されるとともに、上り列車も福井駅 → 敦賀駅間は普通列車として運転された。国鉄分割民営化・宮津線（現在の北近畿タンゴ鉄道宮津線）の北近畿タンゴ鉄道移管後も運転されていたが、1992年に廃止された。

## 小浜線経由優等列車沿革
- 1961年（昭和36年）3月1日：西舞鶴駅 - 金沢駅間で準急「わかさ」が運転開始。
- 1963年（昭和38年）4月20日：「わかさ」が1往復増発され、東舞鶴駅・西舞鶴駅 - 福井駅間の運転となる。
- 1964年（昭和39年）
  - 10月1日：「わかさ」の1往復が廃止。ただし、臨時列車として11月30日まで運転された。
  - 12月1日：金沢駅 - 出雲市駅間で急行「あさしお」が運転開始。
- 1966年（昭和41年）
  - 3月5日：「わかさ」が急行列車化。
  - 10月1日：名古屋駅 - 敦賀駅 - 出雲市駅間で急行「大社」が運転開始。敦賀駅 - 米子駅間で急行「あさしお」と併結運転していた。
- 1968年（昭和43年）
  - 7月：「大社」の補完として「エメラルド」を名古屋駅 - 東舞鶴駅間に運転。
  - 10月1日：急行「あさしお」が「大社」に統合されて廃止。「大社」は名古屋駅・金沢駅 - 出雲市駅間の運転になる。
- 1970年（昭和45年）10月1日：「わかさ」が1往復増発されて、2往復になる。
- 1972年（昭和47年）3月15日：「わかさ」が舞鶴線・山陰本線への乗り入れ開始。片道のみ京都駅に乗り入れる。
- 1978年（昭和53年）10月2日：「大社」の金沢駅発着編成の運行区間を福井駅 - 天橋立駅間に変更。
  - 基本的には東舞鶴駅を朝一番に発って「わかさ」1号として福井駅まで運転し、折り返して「大社」として天橋立駅まで1往復したのち、その日の夕方に「わかさ」4号として再び東舞鶴駅へ戻るというものであった。
  - 急行「大社」の停車駅
  - 名古屋駅 - 尾張一宮駅 - 岐阜駅 - 大垣駅 - 米原駅 - 長浜駅 - 敦賀駅 - 美浜駅 - 三方駅 -（上中駅）- 小浜駅 - 若狭高浜駅 - 東舞鶴駅 - 西舞鶴駅 - 宮津駅 - 天橋立駅 - 峰山駅 - 網野駅 - 豊岡駅 - 城崎駅（現・城崎温泉駅）- 香住駅 - 浜坂駅 - 岩美駅 - 鳥取駅 - 浜村駅 - 松崎駅 - 倉吉駅 - 浦安駅 - 赤碕駅 -（伯耆大山駅）- 米子駅 - 安来駅 - 松江駅 - 玉造温泉駅 - 宍道駅 - 出雲市駅〈- （各駅停車）- 大社駅〉
  - 福井駅 - 鯖江駅 - 武生駅 - 敦賀駅（天橋立駅まで併結）
  - （）は上りのみの停車、〈〉は下りのみの運転。
- 1982年（昭和57年）
  - 7月1日：「大社」の名古屋駅発着列車の運転区間が名古屋駅 - 天橋立駅間になる。
  - 11月15日：「大社」が廃止。天橋立駅 - 福井駅間で「はしだて」が運転開始。
- 1986年（昭和61年）11月1日：福井駅発着の「わかさ」1往復が廃止。
- 1992年（平成4年）3月13日：「はしだて」が廃止。
- 1996年（平成8年）3月16日：急行「丹後」の廃止により、「わかさ」は東舞鶴駅 - 敦賀駅間の運転になる。
- 1999年（平成11年）10月2日：舞鶴線電化に伴うダイヤ改正に伴い、京都駅 - 東舞鶴駅間運行の電車特急「まいづる」が設定され、「わかさ」が廃止されて快速列車化される[16]。
- 2003年（平成15年）3月8日：敦賀駅 - 東舞鶴駅 - 京都駅間で急行「わかさ」1往復をリバイバル運転を実施[17][18]。
  - 停車駅：京都駅・二条駅・亀岡駅・園部駅・綾部駅・西舞鶴駅・東舞鶴駅・若狭高浜駅・若狭本郷駅・小浜駅・上中駅・三方駅・美浜駅・敦賀駅
  - 編成：キハ28 2466 - キハ58 1127 + キハ28 2486 - キハ58 1043 + キハ28 2481 - キハ58 1047